# Potomac (fiume)
Il Potomac è un fiume della costa atlantica degli Stati Uniti.

## Geografia
Il Potomac nasce nelle montagne del Maryland sud-orientale e si getta nella Baia di Chesapeake, forma per un lungo tratto il confine fra Maryland e Virginia Occidentale, e fra Distretto di Columbia e Virginia, separa quindi il Pentagono da quasi tutti gli altri uffici federali che si trovano a Washington; gli ultimi chilometri costituiscono un grande estuario, dove sono evidenti gli effetti delle maree, ed alla foce il fiume è largo ben 17 km. Sulle sue rive sorge la città di Washington, capitale degli Stati Uniti.
Il nome "Potomac" deriva dal termine algonchino Patawomeck, nome di un villaggio nativo americano sulla sua riva meridionale che a sua volta significa "villaggio dei cigni".
Nel bacino del Potomac si trovano alcuni importanti luoghi della storia statunitense, ed è per questo motivo soprannominato "the Nation's River", fra cui si segnalano:
- la tenuta di Mount Vernon, dove visse il primo presidente statunitense, George Washington e nelle cui vicinanze fu fondata la capitale;
- l'arsenale di Harper's Ferry, teatro del tentativo di insurrezione che farà da preludio alla guerra di secessione americana: il raid di John Brown contro Harpers Ferry;
- numerosi campi di battaglia della Guerra civile, essendo il Potomac al confine fra gli stati nordisti e sudisti.